# 桶

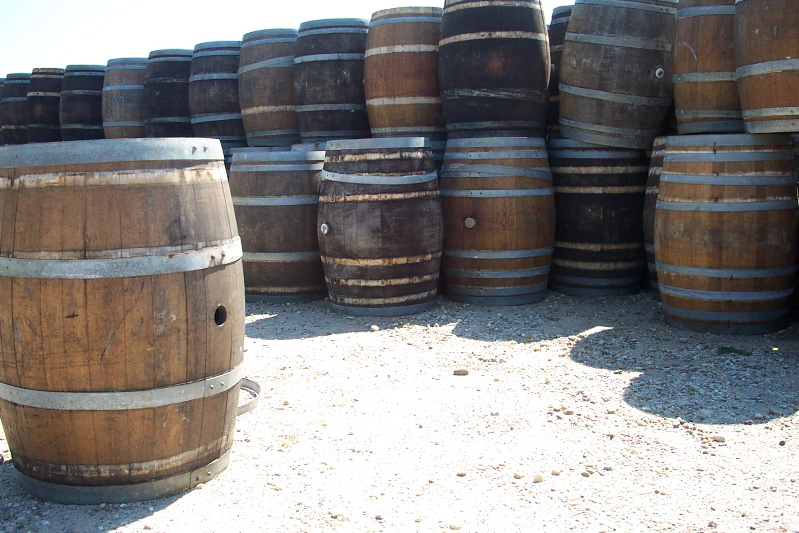
木桶

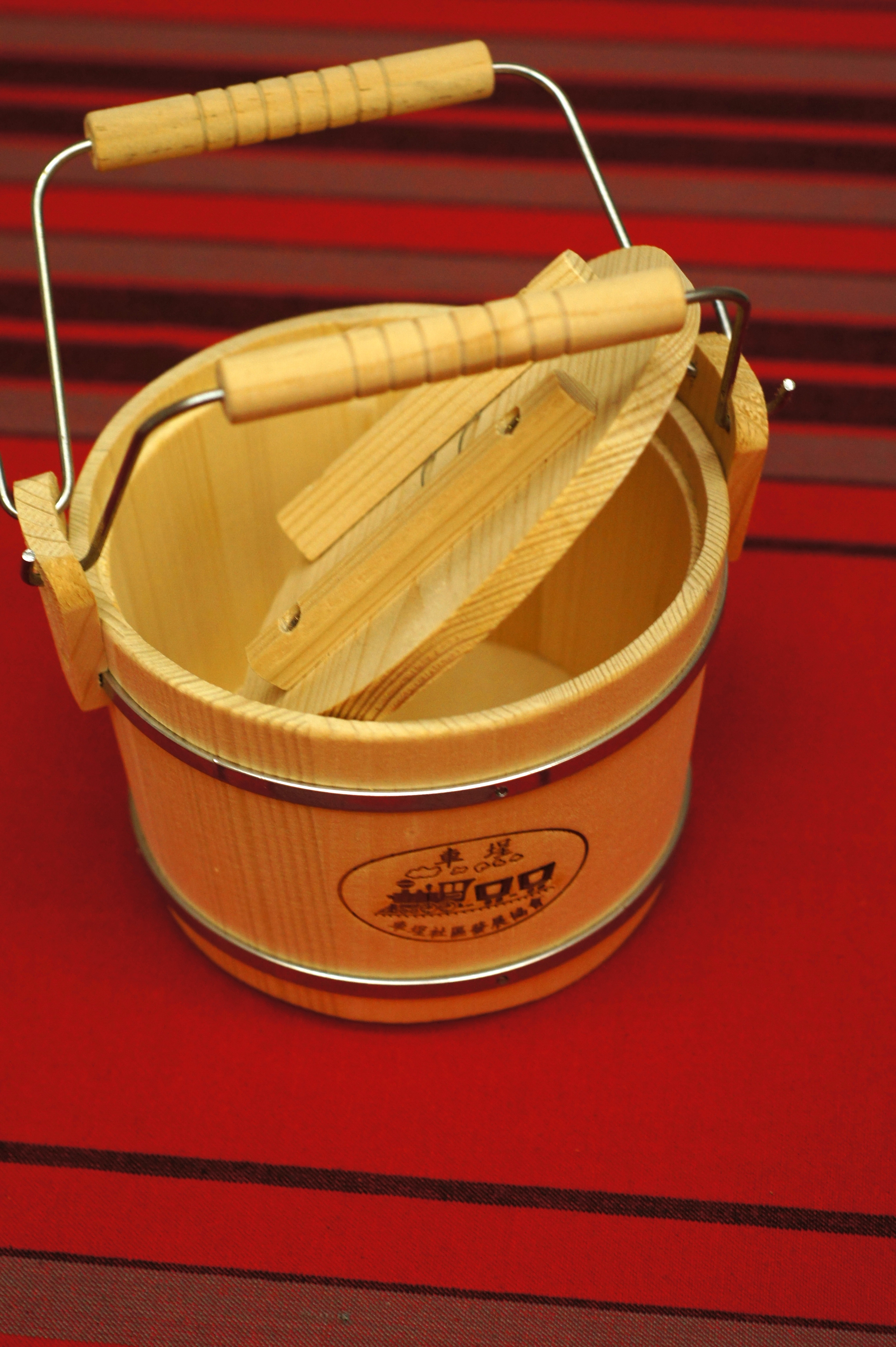
用作盛載便當的車埕小木桶

桶是一種空心圓柱形的容器中間鼓起，長度大於寬度，傳統上以木材製成，稱為木桶，但現時不少桶都是以金屬或塑膠製成，桶通常用作盛載液體之用，如啤酒、原油等。

## 外部連結
- Chisholm, Hugh (编). .  (第11版). London: Cambridge University Press. 1911.